# AGM-124 Wasp
Die AGM-124 WASP ist eine Luft-Boden-Rakete von Hughes, deren Entwicklung noch im Prototypstadium eingestellt wurde.

## Geschichte
Die US-Streitkräfte initiierten im Jahr 1975 das WAAM-Programm (Wide-Area Anti-Armour Munitions), aus dem drei weitere Programme hervorgingen – die CBU-92 ERAM, CBU-90 ACM und die AGM-124 WASP.
Zur Entwicklung der WASP wurden die Firmen Boeing und Hughes ausgewählt, die im Jahr 1979 mit der Entwicklungsphase begannen. Das Einsatzkonzept der AGM-124 sah vor, dass mehrere Raketen (sieben Stück oder mehr) aus einer Raketengondel gestartet werden sollten. Jede einzelne Rakete sollte von ihrem Radarsuchkopf in das Ziel geleitet werden. Der Grundgedanke war, dass eine A-10 Thunderbolt II bis zu zwölf dieser Raketengondeln mitführte und so mehrere Ziel gleichzeitig angreifen oder ein Ziel mit mehreren Raketen zerstören konnte. Die Verteidigung gegen solch einen Angriff mit einer hohen Anzahl an Raketen würde sehr erschwert.
Während der Entwicklungsphase erwies sich das Hughes-Design als besser als das von Boeing, so dass die U.S. Air Force sich für das Modell von Hughes entschied. Im Jahr 1983 wurden die ersten Prototypen getestet und. Jedoch wurde im Oktober desselben Jahres die Entwicklung eingestellt.